# Limnaiomyces amphiopsis
Limnaiomyces amphiopsis är en svampart som beskrevs av Thaxt. 1926. Limnaiomyces amphiopsis ingår i släktet Limnaiomyces och familjen Laboulbeniaceae.   Inga underarter finns listade i Catalogue of Life.